# Cuirassat Bretagne
El cuirassat Bretagne va ser el vaixell principal de la seva classe de tres cuirassats dreadnought construïts als anys 1910 per a la Marina francesa. El Bretagne va entrar en servei el febrer de 1916, després de l'inici de la Primera Guerra Mundial. Va passar la major part de la seva carrera de gairebé 25 anys a l'Esquadró de la Mediterrània i de vegades va servir com a vaixell insígnia. Durant la Primera Guerra Mundial va donar cobertura al bloqueig del canal d'Òtranto que va bloquejar la marina austrohongaresa al mar Adriàtic, però no va veure cap acció.
El vaixell es va modernitzar significativament en el període d'entreguerres, i quan estava en servei actiu, va realitzar creuers normals en temps de pau i maniobres d'entrenament al Mediterrani i a l'oceà Atlàntic. Després de l'esclat de la Segona Guerra Mundial el setembre de 1939, el Bretagne va escortar combois de tropes i es va desplegar breument a l'Atlàntic a la recerca de trencadors de bloqueig alemanys i de vaixells coraris. Alemanya va envair França el 10 de maig de 1940 i els francesos es van rendir només sis setmanes més tard, moment en què el cuirassat estava estacionat a Mers-el-Kébir, a l'Algèria francesa. Temorosos que els alemanys s'apoderarien de la marina francesa, la Royal Navy britànica va atacar els vaixells allà el 3 de juliol de 1940 després que els francesos es neguessin a rendir-se o desmilitaritzar la flota; el Bretagne va rebre quatre impactes i va explotar, matant la majoria de la seva tripulació. El seu naufragi va ser recuperat el 1952 i desballestat per a la ferralla .

## Antecedents i descripció

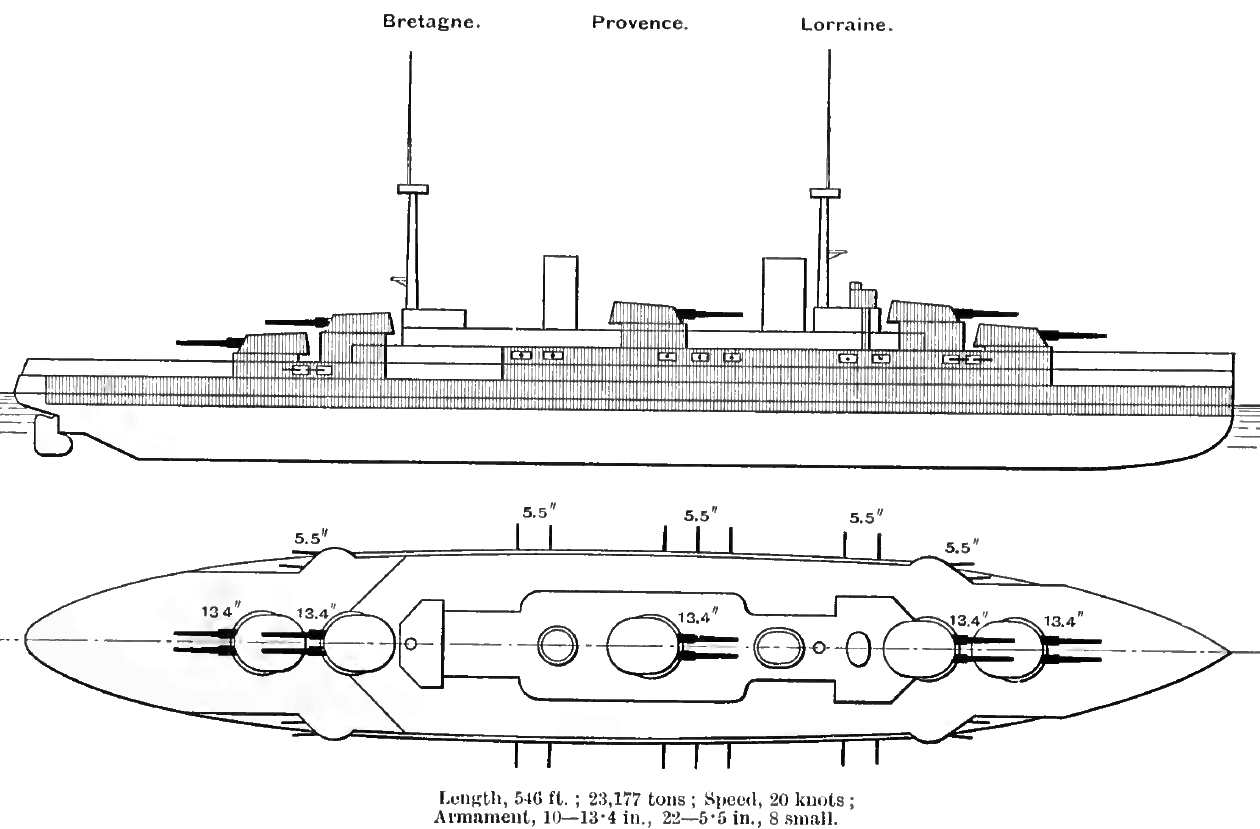
Disseny de classe Bretagne tal com es mostra al Naval Annual de Brassey de 1915

La classe Bretagne de cuirassats dreadnought va ser dissenyada com una versió millorada de la classe Courbet anterior amb un armament més potent, però la mida limitada dels dics secs francesos va obligar les torretes a estar més a prop dels extrems dels vaixells, afectant negativament les seves habilitats de manteniment del mar. Els vaixells feien 166 metres (544 peus 7 polzades) d'eslora total, tenien una mànega de 27 m (88 peus 7 polzades) i un calat mitjà de 9,1 m (29 peus 10 polzades). Desplaçava 23.936 tones (23.558 tones llargues) a càrrega normal i 26.600 tones (26.200 tones llargues) a càrrega profunda. La seva tripulació comptava amb 34 oficials i 1.159 homes com a vaixell privat i van augmentar a 42 oficials i 1.208 tripulants quan servien com a vaixell insígnia.
Els vaixells eren propulsats per dues turbines de vapor Parsons construïdes amb llicència, cadascuna conduïa dos eixos d'hèlix, utilitzant vapor proporcionat per vint-i-quatre calderes Niclausse. Les turbines tenien una potència total de 28.000 cavalls de vapor (20.594 kW; 27.617 shp) i estaven dissenyades per a una velocitat màxima de 21 nusos (39 km/h; 24 mph), però cap dels vaixells superava els 20,6 nusos (38,2 km/h; 23,7 mph) durant les seves proves de mar. Portaven prou carbó i fueloil per donar-los una autonomia de 4.700 milles nàutiques (8.700 km; 5.400 milles) a una velocitat de 10 nusos (19 km/h; 12 mph).
La bateria principal de la classe Bretagne constava de deu canons de 34 cm (13,4 polzades) model 1912 muntats en cinc torretes de dos canons, numerades d'un a cinc de davant a darrere. Dos anaven en una parella de superfire cap endavant, una al mig del vaixell i els dos últims en una parella a popa. L'armament secundari constava de vint-i-dos canons de 138 mm (5,4 polzades) model 1910 muntats individualment en casemates al llarg del casc. També portava un parell de canons de 47 mm (1,9 polzades) model 1902 muntats a la superestructura davantera en muntatges individuals. Es van instal·lar cinc armes més antigues de 47 mm per a l'entrenament de subcalibre, una a cada sostre de la torreta, abans d'entrar en servei. Els Bretagne també estaven armats amb un parell de tubs de torpedes submergits de 450 mm (17,7 polzades) a cada costat i podien guardar entre 20 i 28 mines sota coberta.
El seu cinturó de flotació oscil·lava en gruix entre 140 i 250 mm (5,5 a 9,8 polzades) i era el més gruixut al mig del vaixell. Una placa de blindatge de 300 mm (11,8 polzades) de gruix protegia les torretes de canó i plaques de 160 mm (6,3 polzades) protegien les casamates. La coberta blindada corbada tenia 40 mm (1,6 polzades) de gruix al pla i 70 mm (2,8 polzades) als vessants exteriors. El blindatge del castelltenia un gruix de 266 mm (10,5 polzades).

## Construcció i carrera

### 1912–1923

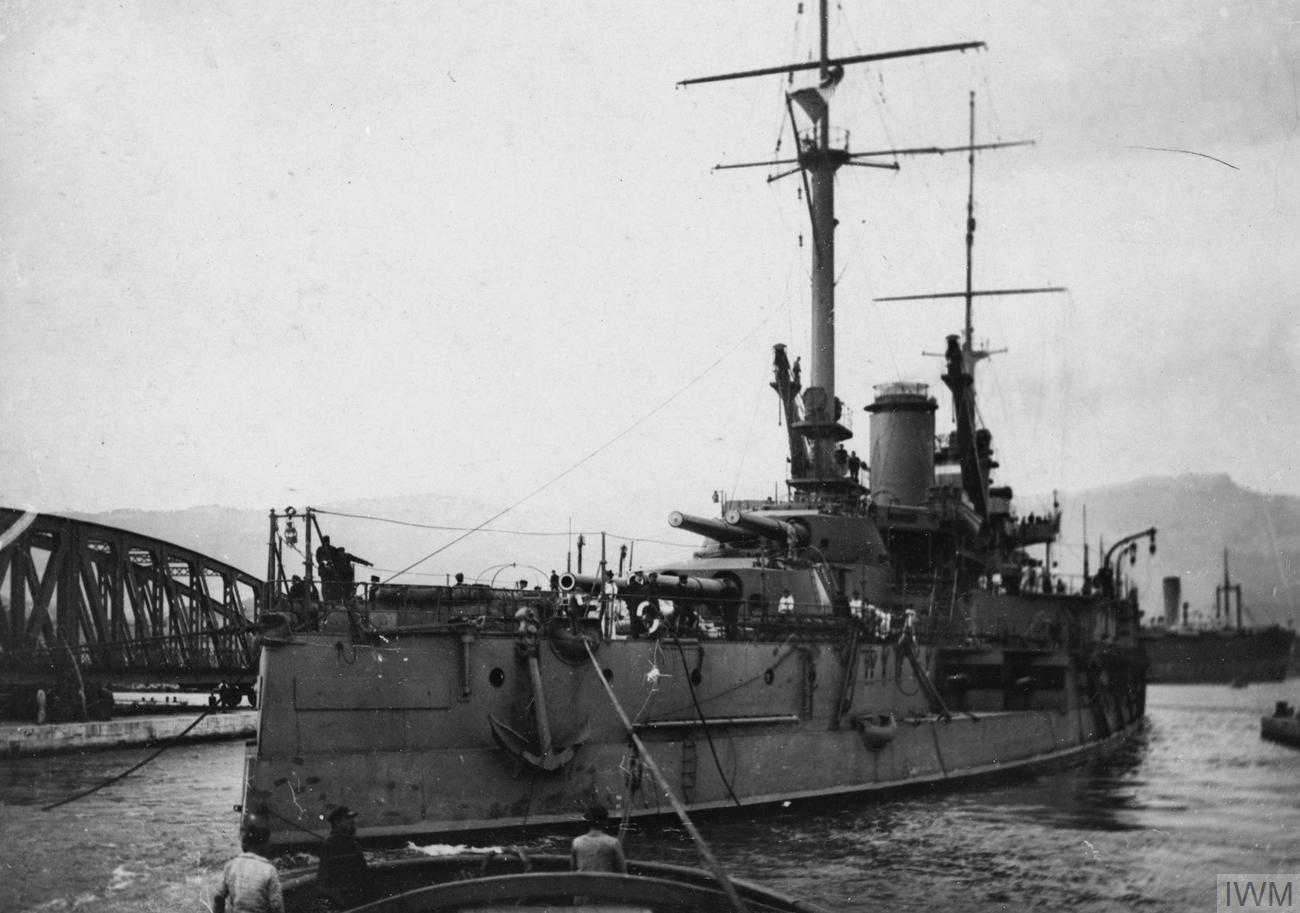
El Bretagne al port de Toló, 23 d'octubre de 1916

El vaixell va ser ordenat l'1 de maig de 1912 i batejat en honor a la regió de Bretanya. Se li va posar la quilla el 22 de juliol de 1912 a l'Arsenal de Brest, avarat el 21 d'abril de 1913, acabat el 29 de novembre de 1915 i incorporat a la flota el 10 de febrer de 1916. Després d'entrar en servei, va ser assignada a la 1a Divisió del 1er Esquadró de Batalla i esdevingué el vaixell insígnia del vicealmirall Dominique-Marie Gauchet, comandant de l'esquadró, el 10 de maig. Va passar la major part del seu temps a Corfú per evitar que la flota austrohongaresa intentés sortir de l'Adriàtic. També van donar suport al bloqueig naval d'Otranto, una barrera erigida per bloquejar els submarins alemanys i austrohongaresos que operaven a la Mediterrània. La presència de la flota també pretenia intimidar Grècia, que s'havia tornat cada cop més hostil a la Triple Entesa. Més tard a la guerra, els homes van ser extrets de la seva tripulació per als vaixells de guerra antisubmarins. Com que els austrohongaresos van romandre en bona part al port durant la guerra, el Bretagne no va veure cap acció durant el conflicte. De fet, no va sortir del port en absolut durant tot l'any 1917, a causa d'una greu escassetat de carbó a Corfú. Els canons model 1902 de 47 mm van ser substituïts per un parell de canons de 75 mm (3 polzades) model 1897 sobre muntatges antiaeris el 1918. El Bretagne va tornar a Toló després del final de la guerra al novembre.
El vaixell va rebre un llarg reacondicionament allà des del 12 de juny de 1919 fins al 18 d'octubre de 1920. Això va incloure modificacions a les seves torretes de canons que van augmentar l'elevació del seu armament principal de 12° a 18° i, per tant, el seu abast màxim. Els quatre canons cap endavant de 138 mm es van retirar i les seves casamates es van revestir, perquè només es podien treballar amb bon temps; en mar agitada, l'aigua sovint s'acoblava sobre els canons. Els canons AA de 75 mm van ser substituïts per quatre canons AA de 75 mm model 1918 muntats al mig del vaixell. El pal de prora del vaixell va ser substituït per un pal de trípode i el seu pal major es va escurçar per permetre que el vaixell volés un globus captiu. Es va instal·lar Un director de control de foc Vickers que estava equipat amb un aparell de 3,66 metres (12 peus) amb el telèmetre a sobre del pal del trípode; es van afegir altres dos telèmetres de 2 metres (6 peus 7 polzades), un a cada costat de la superestructura per als canons de 138 mm. Es van instal·lar plataformes d'enviament als sostres de les torres 2 i 4, però aquestes no van tenir èxit.
El Bretagne va tornar a ser el vaixell insígnia de l'Esquadró Mediterrani el 6 de juny de 1921 quan el vicealmirall Henri Salaun va hissar-hi la seva bandera a bord. El vaixell va acompanyar el seu vaixell germà Provence a Le Havre per a una revista naval aquell mes, i van tornar a Toló al setembre. Durant aquest període, el tinent de navili Paul Teste va utilitzar el Bretagne en una sèrie d' experiments de bombardeig en picat. El Bretagne i el cuirassat France van acollir el cuirassat britànic Queen Elizabeth i el creuer lleuger Coventry durant una visita al port a Villefranche del 18 de febrer a l'1 de març de 1922. Els dos cuirassats francesos van fer un exercici d'artilleria el 28 de juny utilitzant com a objectiu l'antic cuirassat austrohongarès Prinz Eugen i el van enfonsar. El 18 de juliol, el Bretagne, el France i el cuirassat París van començar un creuer visitant els ports francesos del Golf de Biscaia i el Canal de la Mànega. La tarda del 25/26 d'agost, el France va colpejar una roca inexplorada mentre entrava a Quiberon i es va enfonsar diverses hores després. El Bretagne i el Paris van poder rescatar tots els seus tripulants menys tres. Durant un exercici d'entrenament, El Bretagne va encallar breument al canal de Bizerta a Tunísia el 22 de juny de 1923, però no va patir danys. El Provence va rellevar el Bretagne com a vaixell insígnia de la flota l'1 de setembre.

### 1924–1939

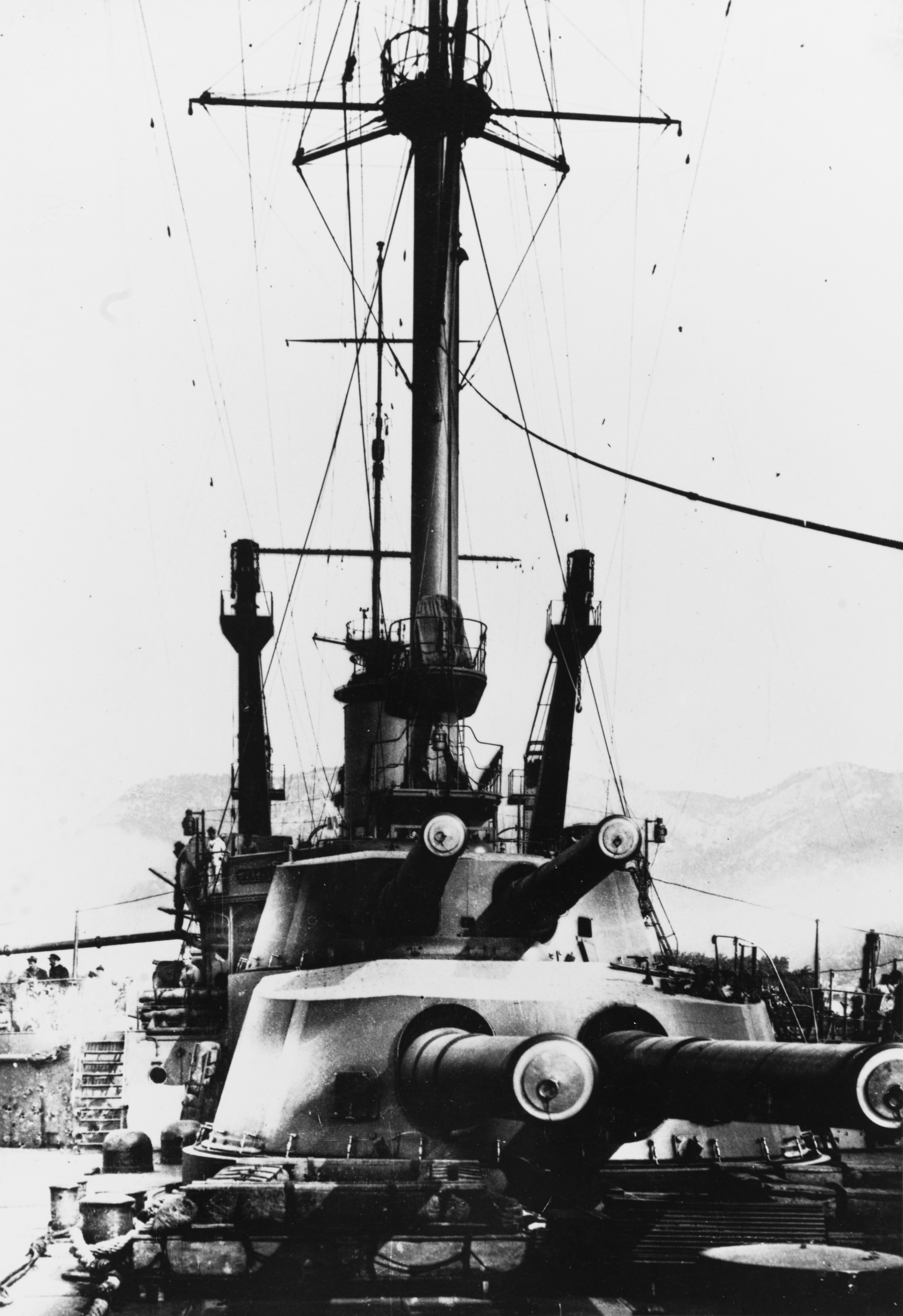
Torretes de popa del Bretagne, 1919

Va rebre una gran reforma a Toló de l'1 de maig de 1924 al 28 de setembre de 1925, durant la qual l'elevació del seu armament principal es va augmentar a 23°, donant als seus canons un abast màxim de 23.700 metres i es van afegir telèmetres de d'1,5 metres d'angle alt de 4 peus 11 polzades per als canons antiaeris. Una part del seu blindatge de casc davanter es va eliminar per alleugerir la proa i augmentar el seu francbord davanter, un grup de calderes es va convertir a gasoil i es van eliminar les plataformes de vol. El vaixell va reprendre la seva posició com a vaixell insígnia de l'Esquadró Mediterrani quan es va completar el seu reacondicionament. El Bretagne va transportar el ministre de la Marina, Georges Leygues, a Malta per a una visita oficial durant el període del 27 d'abril a l'1 de maig de 1926. El Provence va tornar a assumir el paper de vaixell insígnia de la flota l'1 d'octubre de 1927, quan el Bretagne es va preparar per començar una reparació per revisar les seves calderes que va començar el 15 de novembre i va durar fins a 12 de maig de 1928. La marina va aprofitar l'oportunitat per actualitzar els seus sistemes de control de foc, substituint el seu model Vickers per un sistema francès Saint Chamond-Granat en una torre de control de director (DCT), i va substituir tots els seus telèmetres originals, a excepció dels telèmetres de 2 metres (6 peus 7 polzades) a cada torreta. Es van afegir un parell de telèmetres de 4,57 metres (15 peus) al sostre de la torre de comandament, un altre al DCT a la part superior del pal de proa i un altre a la base del pal principal. Es va afegir un telèmetre de 3 metres (9 peus 10 polzades) al DCT per mesurar la distància entre l'objectiu i les esquitxades dels obusos, i es va instal·lar un telèmetre de 8,2 metres (26 peus 11 polzades) transversal al sostre de la torreta número 2. També es van afegir directors amb telèmetres de 2 metres per controlar els canons secundaris.
El 3 de juliol de 1928, el Bretagne, el Provence i el seu germà Lorraine van participar en una revista de la flota del president de França, Gaston Doumergue, a le Havre i van passar l'any següent a la Mediterrània. El Bretagne, el Provence i el Paris van participar en una altra revista de la flota per Doumergue el 10 de maig de 1930 que va commemorar el centenari de la conquesta d'Algèria. L'1 d'octubre de 1930, el Bretagne va ser donat de baixa en previsió d'una modernització que va començar l'1 de juliol de 1932. Les seves calderes originals de carbó van ser substituïdes per unes noves i més petites de combustió de petroli, la qual cosa va permetre convertir la sala de calderes número 2 en un dipòsit de petroli. Això va augmentar la seva capacitat de combustible a 2.500 tones (2.500 tones llargues). Es van instal·lar turbines de creuer Parsons amb engranatges als eixos d'hèlix interiors i es van substituir les turbines d'alta pressió exteriors. Els quatre canons de 138 mm de popa es van retirar i les seves casamates es van revestir. Els quatre canons AA de 75 mm mle 1918 van ser substituïts per vuit canons antiaeris de 75mm i es van retirar els tubs de torpede. Es va instal·lar un nou DCT i un parell de directors antiaeris equipats amb telèmetres de 2 metres.
Un cop finalitzada la modernització el 12 de novembre de 1934, el Bretagne va romandre a Toló per treballar fins a l'11 de maig de 1935, quan va marxar per unir-se a les seves germanes a la 2a Divisió del 2n Esquadró de Batalla per a les maniobres fora de les Açores. Els vaixells també van fer visites portuàries a les illes i al Marroc francès abans de navegar cap a Brest on van arribar el 16 de juny. A mesura que augmentaven les tensions amb l'Alemanya nazi, el comandament naval francès va decidir que l'esquadró amb seu a Brest s'havia de reforçar per dissuadir Alemanya, de manera que el Bretagne i els seus germans hi van estar estacionades durant la major part de la resta de la dècada. Més tard, al juny de 1934, el Bretagne va participar en exercicis amb la flota combinada. Es va reinstal·lar breument del 29 d'octubre al 3 de desembre. Juntament amb el Provence, el Bretagne va practicar el tir a Groix, Bretanya, del 7 a l'11 de juliol. El 15 d'agost, la 2a Esquadra va ser rebatejada com a Esquadra de l'Atlàntic. A partir de 1936, els tres germans van substituir els seus telèmetres de 4,57 metres per altres de 5 metres (16 peus 5 polzades). La 2a Divisió de Batalla va visitar ports de les Açores, Madeira, el Cap Verd portuguès, i el Marroc francès, tornant a Brest el 26 de febrer de 1937. Més tard aquell any el ministre de la Marina Alphonse Gasnier-Duparc va revisar els esquadrons combinats de l'Atlàntic i el Mediterrani el 27 de maig després de les maniobres de la flota d'aquell any. A partir de 1938, els germans van substituir el telèmetre del DCT per un model de 8 metres (26 peus 3 polzades). El Bretagne va acabar una reforma l'1 d'octubre de 1938 i després va estar treballant fins al maig de 1939. La 2a Divisió de Batalla va ser transferida a l'Esquadró de la Mediterrània el 10 de juny de 1939.

### Segona Guerra Mundial

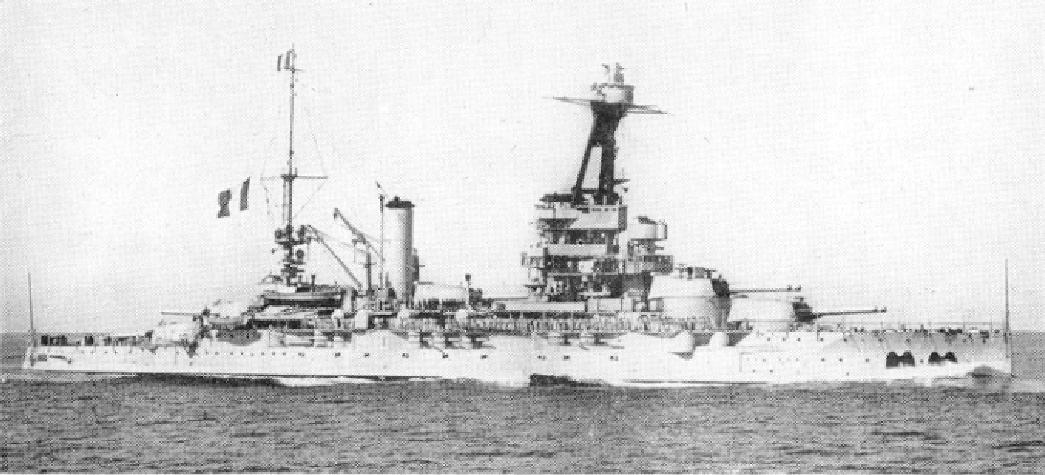
El Provence després de la modernització de 1934

A l'inici de la Segona Guerra Mundial el setembre de 1939, la divisió tenia la seu a Toló. En aquell moment, Itàlia era neutral, per la qual cosa no hi havia cap amenaça immediata a la Mediterrània. No obstant això, les germanes van escortar combois de tropes entre França i el nord d'Àfrica francès de l'1 de setembre al 5 d'octubre. El 4 de desembre, el Bretagne i el Provence, juntament amb els creuers Colbert, Dupleix i Primauguet i diversos destructors i submarins van operar des de Dakar, a l'Àfrica occidental francesa a la recerca dels assaltants del comerç alemany i dels corredors del bloqueig sense èxit. Cap a mitjans de mes, el grup de treball va començar a tornar al Mediterrani. Després de tornar a Toló, el Bretagne va sofrir una àmplia revisió, que va durar fins al 3 de març de 1940, durant la qual el seu telèmetre de 8 metres va ser substituït per un telèmetre de 12 metres (39 peus 4 polzades).
L'11 de març, va sortir de França portant 1.820 caixes de lingots d'or del Tresor francès juntament amb el creuer pesant Algérie, que transportava 1.179 caixes més. Aquests dos vaixells van ser designats Força X. Van arribar a Halifax, Nova Escòcia, el 22 de març. En el viatge de tornada van escortar dos vaixells mercants nord-americans que transportaven 82 avions comprats per França i van arribar a Toló el 10 d'abril. Cinc dies més tard, el Bretagne va navegar a Orà, a l'Algèria francesa, juntament amb el Lorena, arribant el 18 on es van unir al Provence. El 27 d'abril, la 2a Divisió de Batalla va ser traslladada a Alger i després a Alexandria, Egipte. El Bretagne i els seus germans van passar per l'estret de Sicília el 30 d'abril, cobertes per la 3a divisió de creuers francesa en el seu camí cap a Alexandria. Mentre encara en ruta, es van trobar amb els cuirassats britànics HMS Royal Sovereign i Malaya, després dels quals els creuers van marxar, deixant els cuirassats per continuar cap al seu destí, on van ser assignats a una nova Força X.
Com que la guerra amb Itàlia es feia cada cop més probable després de la invasió alemanya de França el 10 de maig, el comandament naval anglofrancès va decidir concentrar les forces navals a la Mediterrània occidental. En conseqüència, el Bretagne i el Provence van ser retirades de la Força X; van sortir d'Alexandria el 20 de maig, el seu lloc a la Força X va ser ocupat per un parell de creuers. El Bretagne i el Provence van anar al vapor juntament amb dos destructors i van arribar a Bizerta el 23 de maig. L'almirall François Darlan, comandant en cap de l'armada francesa, va decidir que tots els vaixells capitals s'havien de concentrar a Mers El Kébir, per la qual cosa els va ordenar que hi fessin vapor. El Bretagne i el Provence hi va arribar el 27 de maig, on es van trobar amb la Force de Raid, els vaixells més moderns de França, en un esforç infructuós per dissuadir Itàlia d'unir-se a la guerra.

#### Pèrdua

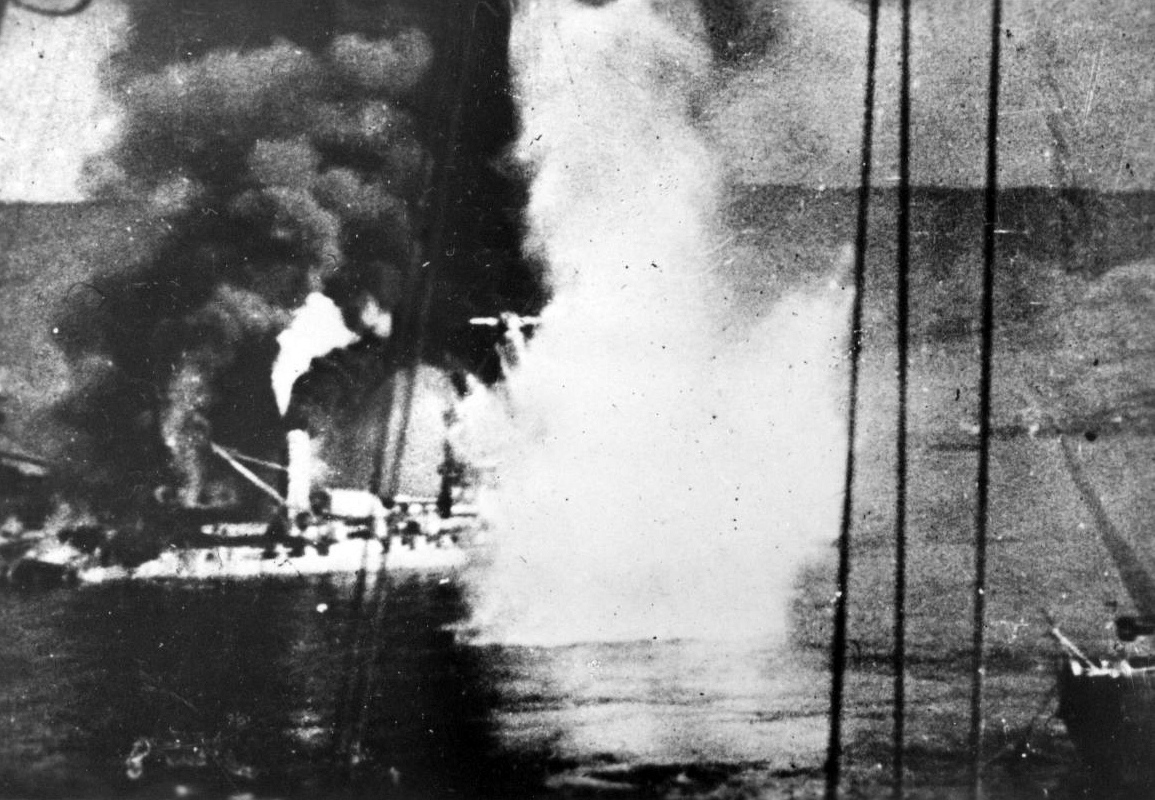
El Bretagne, parcialment enfosquit per l'esquitxada d'un projectil, està en flames i s'enfonsa per la popa, el 3 de juliol de 1940

Després de la rendició francesa del 22 de juny de 1940, la flota francesa havia de ser desarmada sota supervisió alemanya i italiana. L'alt comandament britànic estava preocupat perquè els vaixells francesos fossin capturats per les potències de l'Eix i posats en servei. Les marines de l'Eix superarien llavors la Royal Navy. El primer ministre Winston Churchill va ordenar doncs al vicealmirall James Somerville, comandant de la Força H, que neutralitzés la flota francesa a Mers-el-Kébir. Se li va ordenar que els vaixells francesos s'unís als britànics amb els francesos lliures, es rendeixen per a l'internament, per esfondrar-se o ser enfonsats. El 3 de juliol, Somerville va arribar i va lliurar l'ultimàtum; els francesos el van rebutjar, i així els vaixells britànics van obrir foc.
El Bretagne, que va romandre a Mers El Kébir des que va ser estacionat allà un mes abans, va rebre l'impacte de quatre projectils de 15 polzades (381 mm) del Hood, del Resolution i del Valiant (cap vaixell està acreditat individualment). Els dos primers obusos van colpejar simultàniament a les 16:59 en la tercera salva El primer va colpejar el vaixell prop de la torreta número 4, provocant una gran explosió que va enviar flames tan altes com el cap del pal i va fer un forat al costat del casc. La inundació resultant va limitar l'efecte de l'explosió sobre el vaixell. El segon obús va colpejar per sobre de la línia de flotació i va detonar a la sala de màquines central, matant tots els mariners menys un. Va noquejar tota l'energia i va danyar el sistema de comunicació interna de la nau. Set minuts més tard, altres dos grans obusos van impactar sobre el Bretagne. Un va detonar prop de la torreta núm. 3 i va encendre uns projectils preparats que es van emmagatzemar en taquilles al costat de les muntures antiaèries. A les 17:09 es va produir una gran explosió al vaixell i va bolcar i va bolcar amb la pèrdua de 36 oficials, 151 suboficials i 825 mariners.
La Société de matérial naval du Midi va intentar salvar el naufragi a finals de 1942, però es va cancel·lar després que un bussejador fos greument ferit per una explosió quan intentava tallar el casc amb una torxa d'oxiacetilè. L' empresa Serra Frères va rescatar el naufragi del Bretagne, trencant el vaixell per a la ferralla a partir de 1952 i finalitzar la feina el 21 de desembre de 1954.